# Ausumgård
Ausumgård eller Avsumgård er en hovedgård mellem Holstebro og Struer. Den ligger i Vejrum Sogn, Hjerm Herred, Ringkøbing Amt. Jordtilliggendet er på 277 ha., hvoraf 31 ha. er skov. Hovedbygningen er opført ca. 1777.
Ausumgård nævnes første gang som bondegård i 1476. I 1554 overdrog Mogens Munk, der også ejede Volstrup, Ausumgård til elskerinden Marine Jensdatter og de to døtre, han havde med hende. I 1600-tallet blev Ausumgård lagt ind under Quistrup som ladegård.
I 1709 købte Jens Jermiin, præst i Hjerm, Ausumgård. Præsten ejede i forvejen en del jord, og fra den 1. januar 1710 blev Ausumgård nævnt som komplet sædegård.
Jens Jermin døde i 1742, hvorefter hans søn Thomas Just Jermiin efterfulgte faderen som både godsejer, præst og provst. Han blev adlet i 1750.
Det trefløjede ladegårdsanlæg, den trefløjede hovedbygning og det store haveanlæg udgør et storstilet herregårdsanlæg, der stort set har stået uforandret siden. Ladegården blev fornyet i 1901, hvor gennemkørselsporten med tårn blev opført.
I 1942 gik Ausumgård ud af Jermiin-slægtens eje, da den blev købt af Ivar og Knud Lundgaard. Ausumgård ejes i dag af fru Kirsten Lundgaard-Karlshøj, Kristian Lundgaard-Karlshøj og Maria Lundgaard-Karlshøj.
Gården udfører bl.a anderledes metoder i landbruget.

## Henvisning
- Om Ausumgaards historie Arkiveret 5. marts 2016 hos  Wayback Machine